# Носна преграда
Носна преграда (лат. septum nasi) је вертикални зид који дели носну дупљу и предворје носа на два дела. Предњи део је сачињен од коже и хрскавице, која се назива септална хрскавица, а задњи део од раласте кости и усправног листа (лат. lamina perpendicularis) ситасте кости. У предње горњем делу преграде се налази квржица носне преграде, која је настала нагомилавањем жлезда у слузници. Ова квржица и унутрашња страна средње носне шкољке образују тзв. мирисну пукотину, а од ње се навише пружа мисни жлеб. Носна преграда, као уосталом и читава носна шупљина, обложена је слузокожом.
Артерије које прелазе преко ње су гранчице предње ситасте, задње ситасте, криластонепчане, велике непчане и горње артерије усана. Од нерава туда пролазе предњи ситасти и носнонепчани живац. На предњем делу носне преграде налази се мрежа крвних судова по имену Киселбахово поље (лат. locus Kieselbachi). Оно је прекривено веома танком слузницом, због чега се артерије смештене у њему лако повређују и то је најчешћи узрок крварења из носа.
У дечјем узрасту преграда је обично постављена у средишњој равни лица, док код одраслих она често има неравну површину и може бити савијена на једну страну. Уколико неправилан положај носне преграде не узрокује сметње то стање се назива физиолошка девијација преграде. Постоји и патолошка девијација која се огледа у сметњама приликом дисања, говора итд.